# Valmir Berisha
Valmir Berisha, född 6 juni 1996, är en svensk fotbollsspelare som spelar för rumänska 1599 Șelimbăr.

## Karriär
Berisha är av kosovoalbansk härkomst. Han tillbringade sina tidiga ungdomsår i Halmstads BK, men tilläts även provträna hos bland annat RCD Espanyol och Celtic FC som 15- respektive 16-åring. Berishas stora genombrott kom 2013 då han medverkade i Sveriges första europa- och världsmästerskap på U17-nivå någonsin. I U17-EM förlorade Sverige semifinalen mot Ryssland på straffar, och därmed fick Sverige dela bronset med Slovakien eftersom det inte spelas bronsmatcher i EM. Ännu bättre gick det i U17-VM där Sverige tog brons och Berisha blev turneringens skyttekung med sina sju mål, varav tre i bronsmatchen mot Argentina.
Succén väckte intresse hos många storklubbar (dels då Berisha kunde värvas som bosman), och efter förfrågningar från bland annat Liverpool FC och Sunderland AFC valde han till slut att skriva på för AS Roma i januari 2014.  Efter spel i Primavera-laget fick Berisha således en bänkplats i A-laget vid två tillfällen. Dock lånades Berisha ut till Panathinaikos FC ett halvår senare. Där kom också seniordebuten via ett inhopp i slutskedet av en ligamatch i maj 2015. 
Berisha kom som sista namn med i 18-mannatruppen till Rio de Janeiro-OS 2016.
Berisha blev klar för bosniska klubben FK Velež Mostar i februari 2019. I januari 2020 värvades Berisha av rumänska Chindia Târgoviște, där han skrev på ett 1,5-årskontrakt. I september 2021 skrev Berisha på för Sliema Wanderers på Malta.